# 傳統多用途戰鬥步槍
STK CMCR是新加坡ST Kinetics製造的突擊步槍。
該步槍在2014年新加坡航展上亮相。 STK CMCR 設計用於發射5.56×45mm NATO彈藥和ST Kinetics 增程5.56 毫米彈藥，並在三點鐘、六點鐘、九點鐘和十二點鐘位置標配MIL-STD-1913皮卡汀尼導軌 。 